# New Douglas (condado de Madison, Illinois)
New Douglas está situado no Condado de Madison, Illinois, nos Estados Unidos. De acordo com o censo de 2010, sua população era de 509 habitantes e continha 238 unidades habitacionais.
De acordo com o censo de 2010, a cidade tem uma área total de 20.96 sq mi (54.3 km2), dos quais 20.9 sq mi (54 km2) é terra e 0.06 sq mi (0.16 km2) é água.